# Егизаров, Стефан Христофорович
Стефан (Степан) Христофорович Егизаров (20 декабря 1864  [1 января 1865], Дербент, Дагестанская область — 1938) — российский оперный певец (бас-баритон).

## Биография
Родился в армянской семье Евды Осиповой и Хачатура (Христофора) Егизарова. Окончил Лазаревский институт восточных языков. В 1885—1889 обучался пению в Московской консерватории (класс Эрнста Тальябуэ), в 1889—1891 — в оперно-драматическом училище Ф. Комиссаржевского.
В 1891 участвовал в исполнении отрывков из опер силами учеников Фёдора Комиссаржевского в Ярославле, в том же году выступал в труппе оперного товарищества под управлением М. Ипполитова-Иванова в Тифлисе в опере «Фауст» (на арм. яз.).
Позднее пел в Казани (1892—1893), Астрахани, Воронеже, Новочеркасске, Перми, Архангельске, Костроме, Томске, Пензе, Оренбурге, Петербурге (1893, Панаевский театр; 1898, т-р «Аркадия»), Москве (в 1897 дебютировал в партии Амонасро на сцене Большого театра).
С 1901 года — солист петербургского Народного дома. Первый исполнитель партии Молодого цыгана («Цыганы» А. Шефера), участвовал также в премьере оперы «На Волге».

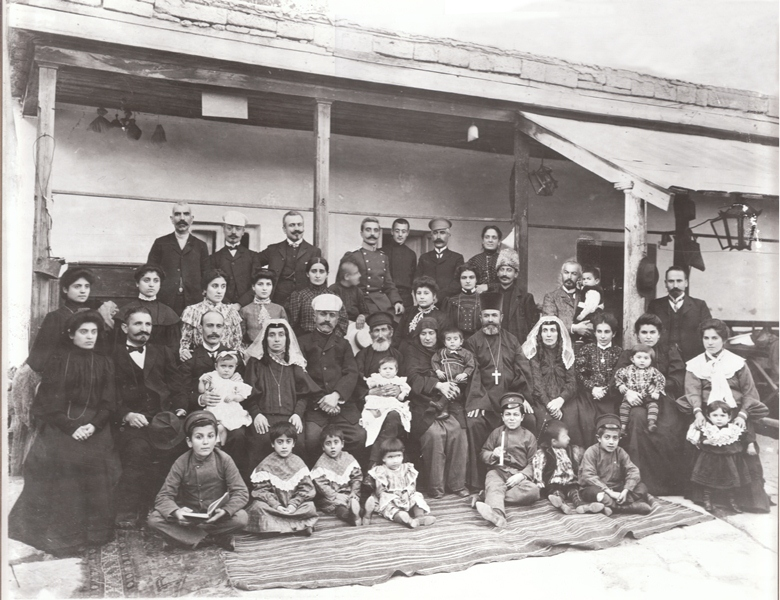
Стефан Христофорович Егизаров в кругу семьи. Дербент, 1906. (Из семейного архива А. Р. Паповяна)

## Голос
Обладал сильным голосом красивого тембра, отчётливой дикцией. Исполнял партии драматического баритона, с успехом выступал также в басовых партиях.

## Лучшие партии
- Первый исполнитель партии Молодого цыгана («Цыганы» А. Шефера, 1901), участвовал также в премьере оперы «На Волге» Н. И. Привалова (1902).
- Руслан («Руслан и Людмила» М. Глинки)
- Мельник («Русалка» А. С. Даргомыжского))
- Демон («Демон» А. Рубинштейна)
- Мефистофель («Фауст» Ш. Гуно)
- Кардинал де Броньи («Жидовка» Ж. Ф. Галеви)

### Другие партии
- Абубекер («Кавказский пленник» Ц. Кюи)
- Иуда («Маккавеи» А. Рубинштейна)
- Хору («Фераморс» А. Рубинштейна)
- Князь стольный Киева («Забава Путятишна» М. Иванова)
- Дюнуа («Орлеанская дева» П. Чайковского)
- Валентин («Фауст» Ш. Гуно)
- Граф де Невер («Гугеноты» Дж. Мейербера)
- Эскамилио («Кармен» Ж. Бизе)
- Риголетто (одноим. опера Дж. Верди)
- Амонасро («Аида» Дж. Верди)
- Жермон («Травиата» Дж. Верди)
- Яго («Отелло» Дж. Верди)

## Партнёры
- А. Бзуль
- А. Градцов
- А. Мосин
- В. Селявин
- О. Соколова-Фрелих
- В. Шкафер
- Пел п/у Н. Привалова, А. Шефера, Э. Эспозито.